# سید اجل شمس‌الدین
سید اجل شمس الدین بخاری، نخستین فرماندار ایالت یون‌نان چین بود و از سوی دودمان دودمان یوآن به این سمت گمارده شده‌ بود. وی ایرانی و اهل بخارا بود.

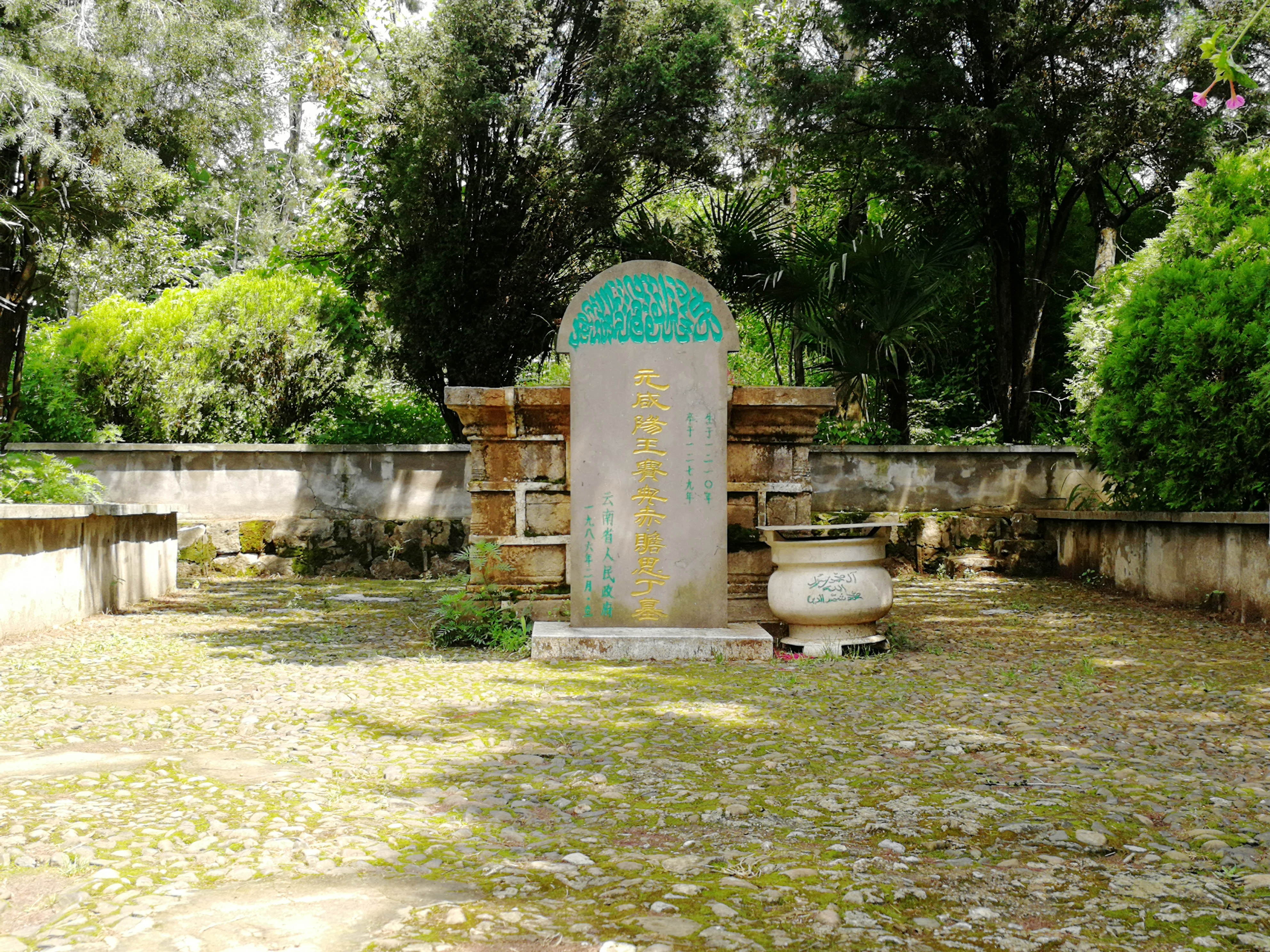
آرامگاه شمس‌الدین در ایالت یون‌نان، چین

سید اجل شمس الدین که عمر نام داشت در سال ۱۲۱۱ زاده و در سال ۱۲۷۹ درگذشت. در سال ۱۲۹۷ امپراتور دودمان یوان لقب «شاه جونگ هوی سیان یانگ» را به او بخشید و مردم او را «شاه سیان یانگ» خواندند.